# Примор'я (Калінінградська область)
Примор'є (рос. Приморье) — селище Свєтлогорського району, Калінінградської області Росії. Входить до складу Міського поселення Примор'є.
Населення —  1008 осіб (2015 рік). 